# Baranowce
Baranowce (dodatkowa nazwa w języku białoruskim Бараноўцы) – kolonia wsi Malinniki położonej w Polsce, w województwie podlaskim, w powiecie bielskim, w gminie Orla.
W latach 1975–1998 miejscowość administracyjnie należała do województwa białostockiego.